# Поллок, Фредерик
Сэр Джо́натан Фре́дерик По́ллок, 1-й баронет (англ. Sir Frederick Pollock, 1st Baronet, 23 сентября 1783 — 28 августа 1870) — британский юрист и политик. Видный деятель партии Тори, член Тайного совета Великобритании, математик-любитель, многие предложенные им задачи о фигурных числах до сих пор не решены.

## Биография
Поллок был сыном шорника Дэвида Поллока из Чаринг-Кросс, Лондон. Получил образование в школе Святого Павла и Тринити-колледже в Кембридже. Он считается одним из основателей Кембриджского союза.
Политическая карьера Поллока развивалась успешно. Он был членом парламента от Хантингдона с 1831 по 1844 год. Одновременно занимал пост генерального прокурора Англии и Уэльса в период 1834—1835 и 1841—1844 годов, в администрации тори Роберта Пиля . В 1841 году он был принят в Тайный совет Великобритании. В 1844 году был назначен главным судьёй Суда казначейства и занимал этот пост до 1868 года.
29 декабря 1834 года был посвящен в рыцари, 2 августа 1866 года Поллок получил титул баронета.
Помимо своей политической и юридической карьеры, Поллок внёс вклад и в математику. В 1816 году он был избран членом Королевского общества. Поллок опубликовал ряд статей по математике для Королевского общества, в том числе статью о том, что сейчас известно как «гипотезы Поллока» (1850 год).
Поллок умер в августе 1870 года в возрасте 86 лет, баронетство наследовал его старший сын Уильям. Двое из внуков Поллока стали известными юристами: сэр Фредерик Поллок, третий баронет (ум. 1937), был профессором юриспруденции в Оксфордском университете; Эрнест Поллок, 1-й виконт Хэнворт (ум. 1936), получил титул Master of the Rolls. Ещё один внук, Гай Анструтер Нокс Маршалл, стал известным энтомологом.